# Pietro da Cortona
Pietro da Cortona, cuyo auténtico nombre era Pietro Berettini (o Berrettini)  (Cortona, 1 de noviembre de 1596-Roma, 16 de mayo de 1669) fue un pintor y arquitecto italiano.
Pietro de Cortona pertenece al período inicial del Barroco. Es conocido fundamentalmente por su trabajo en el terreno de los frescos decorativos y de la pintura. Durante el pontificado de Urbano VIII (de quien hizo un retrato), fue uno de los principales artistas establecidos en Roma, junto a Bernini y Borromini. Se puede decir que representa el máximo exponente del arte decorativo del Barroco pleno, haciendo olvidar a artistas anteriores como Giovanni da San Giovanni y oscureciendo a competidores como Giovanni Lanfranco.

## Biografía
Pietro Berrettini fue discípulo del florentino Andrea Commodi hasta 1611, fecha en la que pasó al taller de Baccio Carpi. Se establece en Roma en 1612 y estudia y copia a los grandes maestros (Rafael, Annibale Carracci).
Empieza su carrera al servicio de la familia Sacchetti quien  le confía en 1623 las obras de la villa de Pigneto.  
En 1624 decora el Palazzo Mattei con El sacrificio de Polissena y El triunfo de Baco (hoy en los Museos Capitolinos de Roma). En el palacio Sacchetti conoce al caballero Marin y al cardenal Barberini, que se convierte en su protector. Gracias a él consiguió su primer gran encargo de pintura, el ciclo de frescos decorativos de Santa Bibiana en Roma (1624-1626), cuya fachada es obra de Bernini. El éxito obtenido le abre una carrera activa: en 1629 pinta El rapto de las sabinas que se convierte en el manifiesto de la pintura barroca romana. 
En 1633-1639, lleva a cabo por encargo del papa Urbano VIII (Maffeo Barberini) su fresco más famoso: Alegoría de la Divina Providencia (conocida como Gloria de los Barberini), que se encuentra en el techo del gran salón del Palacio de los Barberini, en Roma. Se trata de una alegoría de la Providencia y del poder divino de los Barberini. Este gran fresco tiene mucho movimiento, cuenta con muchos personajes vistos desde un contrapicado extremado (de abajo hacia arriba), que caracteriza sus efectos ilusionistas. Se considera la obra cumbre del Barroco romano de este siglo.
Entre 1637 y 1647 decoró numerosas salas del Palacio Pitti de Florencia. En este trabajo contó como discípulo con Pierre Puget. En sus últimos años de vida decoró la Galería de Eneas en el Palacio Pamphili de la Piazza Navona (actual sede de la Embajada de Brasil) y las bóvedas de la nueva iglesia de los Filipenses en Roma.
Se convertirá en príncipe de la Academia de San Lucas.

## Obra

### Proyectos arquitectónicos más conocidos

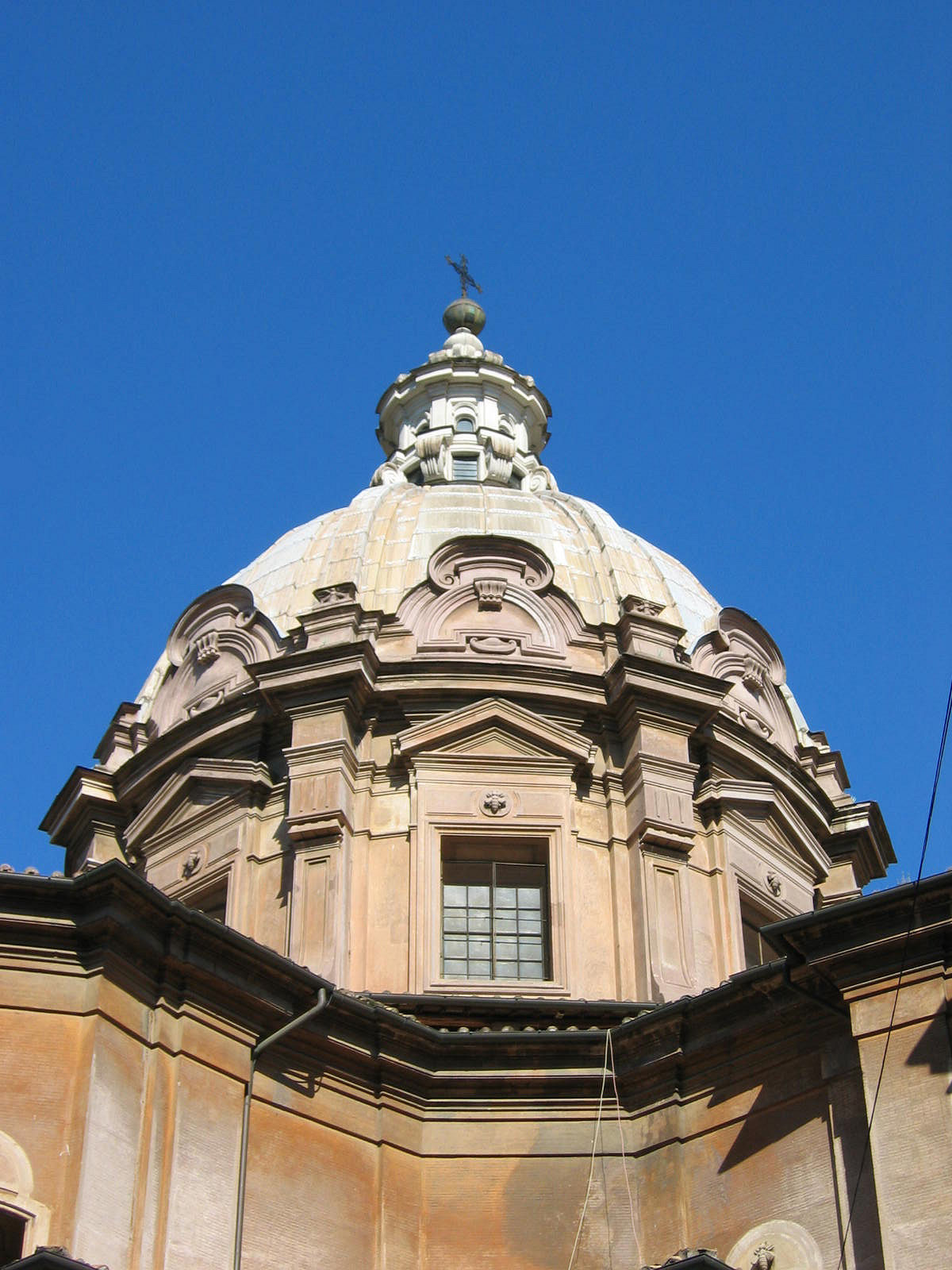
San Lucas y Santa Martina. Cúpula de Pietro da Cortona.

Una de las mayores consecuciones arquitectónicas del Barroco es la Iglesia de San Lucas y Santa Martina cerca del Foro (1635-1650). Para la forma de cruz griega de esta iglesia tomó como punto de referencia la planta circular de Miguel Ángel en la Basílica de San Lorenzo de Florencia. Acentuó el espacio central, apeando la cúpula sobre columnas enteras, de modo que las capillas posteriores forman divisiones radiales, dejando un deambulatorio continuo. También es obra suya el notable embellecimiento del exterior de Santa Maria della Pace (1656-1667) su obra más completa por su ambientación en un entorno medieval, en la que colaboró con Carlo Fontana, y la fachada de Santa Maria in Vía Lata (hacia 1660) en cuyo pórtico realizó una disposición semejante a la de San Andrés en el Quirinal de Bernini y la Basílica de los Santos Ambrosio y Carlos en el Corso (1668). 
Pietro da Cortona es el autor de las pinturas de Castel Gandolfo tal y como lo conocemos hoy. De entre sus obras de carácter civil sólo se pueden apreciar los restos de la villa de Pigneto, que edificó cerca de Ostia en 1630 para el cardenal Barberini y el Casino al Pigneto del Marchese Sacchetti.

### Láminas de anatomía
Antes de alcanzar fama como arquitecto, Pietro dibujó láminas anatómicas  que no se publicarían hasta un siglo después de su muerte en el año 1741. Las láminas de Tabulae anatomicae (Tablas de anatomía) fueron elaboradas con toda seguridad hacia 1618. Las poses dramáticas y finamente estudiadas se encuentran en el estilo de otros artistas de este tipo del Renacimiento y del Barroco, pero son especialmente expresivas.

### Obras características

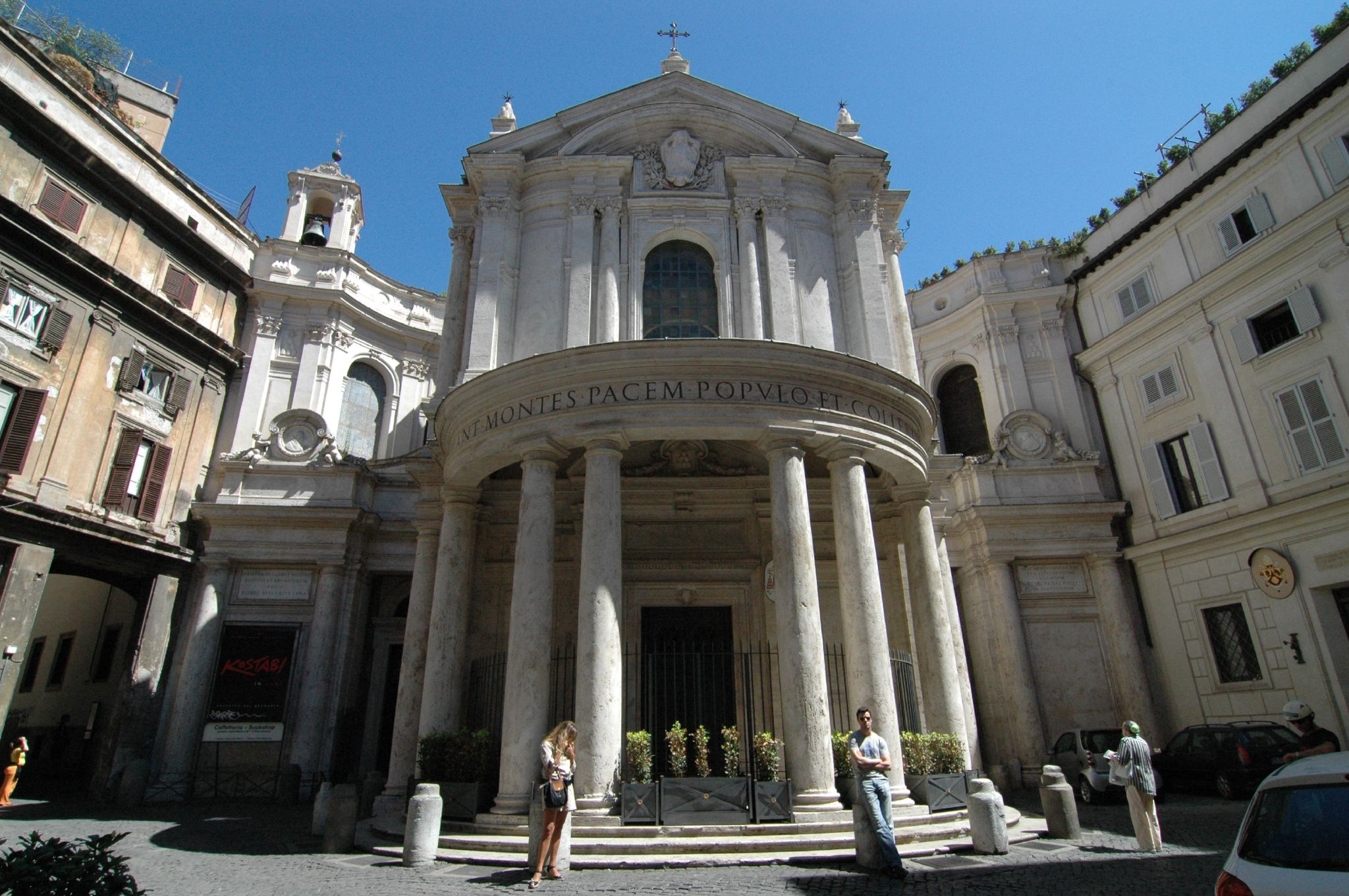
Santa Maria della Pace, Roma.

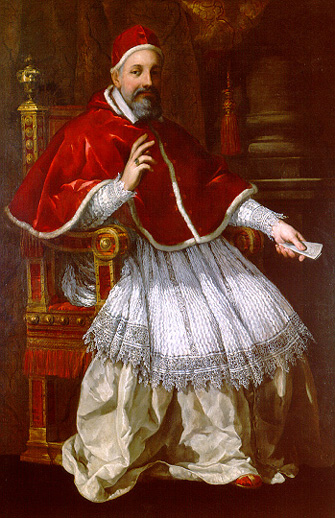
Retrato de Urbano VIII

- El triunfo de Baco, 1624, Museos Capitolinos, Roma
- Paisaje con puente, 1625, Museos Capitolinos, Roma
- El rapto de las sabinas, 1629, Museos Capitolinos, Roma
- Alegoría del triunfo de la Divina Providencia y el poder Barberini, 1633-1639, palacio Barberini, Roma
- Venus cazadora se aparece a Eneas, 1630-1635, Museo del Louvre, París
- Las cuatro edades de la humanidad, 1637-1641, palacio Pitti, Florencia
- César devuelve a Cleopatra al trono de Egipto,1637-1643, Museo de Bellas Artes de Lyon
- San Alejo moribundo, 1638, Iglesia de Girolamini, Nápoles.
- Salas de los planetas, 1640-1647 (completadas por Ciro Ferri entre 1659 y 1665), palacio Pitti, Florencia.
- Rómulo y Remo recogidos por Fáustulus, 1643, Museo del Louvre, París
- Cúpula de la iglesia de Santa María in Vallicella, llamada la Chiesa Nuova, 1648-1651, Roma
- La historia de Eneas, 1651-1654, Palacio Doria-Pamphili, Roma
- La Asunción de la Virgen, 1655-1660, Chiesa Nuova, Roma
- La visión de san Felipe Neri durante la construcción de la iglesia, 1664-1665, Chiesa Nuova, Roma
- San Carlos llevando el santo clavo entre los apestados, 1667, iglesia de San Carlos ai Catinari, Roma